# Groblje sv. Andrije (Bjelovar)
Groblje sv. Andrije gradsko je groblje u središtu grada Bjelovara. 
Poznato je i kao "staro groblje", u odnosu na "novo groblje" Borik.
Kapela sv. Križa podignuta je 1779. u baroknom stilu na groblju sv. Andrije. Obnovljena je 1835. godine, kada je groblje prošireno.
Na groblju sv. Andrije pokopane su mnoge poznate osobe kao što su: Ferdo Rusan, Ivša Lebović, Stanko Banić, Željko Sabol, Leopold Supančić, Petar Biškup Veno, Sebastijan Šantalab, Ferdo Gassmann i dr.

## Galerija
- Groblje sv. Andrije noću.
- Grob Petra Biškupa Vena
- Grob Ivše Lebovića
- Spomenik žrtvama Drugog svjetskog rata